# Xanthochloa griffithiana
Xanthochloa griffithiana là một loài thực vật có hoa trong họ Hòa thảo. Loài này được (St.-Yves) Tzvelev mô tả khoa học đầu tiên năm 2006.